# Anzor Mekvabishvili
Anzor Mekvabishvili (en géorgien : ანზორ მექვაბიშვილი), né le 5 juin 2001 à Tbilissi en Géorgie, est un footballeur international géorgien. Il évolue au poste de milieu défensif à l'Universitatea Craiova.

## Biographie

### En club
Né à Tbilissi en Géorgie, Anzor Mekvabishvili est formé par l'un des clubs de la capitale du pays, le Dinamo Tbilissi. Il joue son premier match en professionnel le 25 juin 2020, lors d'une rencontre de championnat face au FC Saburtalo Tbilissi. Il est titularisé et son équipe l'emporte par trois buts à zéro.
Mekvabishvili inscrit son premier but en professionnel le 16 avril 2021, lors d'un derby face au Lokomotiv Tbilissi, en championnat. Il participe ainsi à la victoire des siens (1-3).
En août 2022, Mekvabishvili est nommé vice-capitaine du Dinamo Tbilissi. Il est donc celui qui porte le brassard en cas d'absence du capitaine Davit Skhirtladze.
Le 19 janvier 2024, lors du mercato hivernal, Anzor Mekvabishvili rejoint la Roumanie afin de s'engager en faveur de l'Universitatea Craiova. Il signe un contrat courant jusqu'en juin 2028 et le transfert est estimé à 750 000 euros. Le Dinamo Tbilissi garde également 20 % sur une éventuelle revente du joueur,.
Mekvabishvili marque son premier but pour l'Universitatea Craiova le 16 août 2024, lors d'une rencontre de championnat face au FC Buzău. Il est titularisé lors de cette rencontre remportée par son équipe par cinq buts à un.

### En sélection
Anzor Mekvabishvili représente l'équipe de Géorgie des moins de 19 ans entre 2018 et 2019. Il officie à plusieurs reprises comme capitaine avec cette sélection et marque un but, contre la Hongrie le 9 octobre 2019 (victoire 2-4 de la Géorgie), en 17 matchs.
Mekvabishvili joue son premier match avec l'équipe de Géorgie espoirs le 4 septembre 2020, contre la France. Il entre en jeu et son équipe s'incline (0-2 score final).
Anzor Mekvabishvili est convoqué pour la première fois avec l'équipe de Géorgie en mars 2022 par le sélectionneur Willy Sagnol,. Il honore sa première sélection le 25 mars 2022, à l'occasion d'un match amical face à la Bosnie-Herzégovine. Il entre en jeu à la place de Giorgi Aburjania (en) et son équipe s'impose par un but à zéro ce jour-là.
Le 22 mai 2024, il fait partie de la liste des 26 joueurs convoqués par Willy Sagnol pour disputer l'Euro 2024.